# Kazimierz Zacharewicz
Kazimierz Zacharewicz (ur. 17 czerwca 1896 w Wilnie, zm. 7 lutego 1974 w Londynie) – podpułkownik pilot Wojska Polskiego, kawaler Orderu Virtuti Militari.

## Życiorys
Syn Kazimierza i Józefy z d. Bożyczko. Ukończył szkołę realną i rozpoczął studia. Po wybuchu I wojny światowej we wrześniu 1916 roku został powołany do odbycia służby w armii carskiej. Został skierowany na szkolenie do szkoły oficerskiej w Carycynie. Po jego ukończeniu w marcu 1917 roku został mianowany dowódcą kompanii chemicznej w 3 zapasowym pułku piechoty. Od 1918 r. służył w Legii Rycerskiej I Korpusu Polskiego. Wszedł w skład 1. awiacyjnego oddziału wojsk polskich.
Po rewolucji październikowej przedostał się do Francji, gdzie w lutym 1919 roku wstąpił do armii Hallera. Przeszedł przeszkolenie w szkołach lotniczych w Istres oraz Avord. Otrzymał przydział do sformowanej we Francji 39 eskadry breguetów i w jej składzie powrócił do Polski. Został skierowany na kurs w Oficerskiej Szkole Obserwatorów Lotniczych. 25 października 1919 roku został przeniesiony do 59 eskadry breguetów. W jej składzie, od marca 1920 roku, brał udział w wojnie polsko-bolszewickiej. W lipcu 1920 roku został przeniesiony do 3 eskadry wywiadowczej.  
7 sierpnia 1920 roku wystartował do lotu wywiadowczego w rejonie Chełma i Uściługu, podczas którego zaatakował bombami i ogniem broni maszynowej oddziały Armii Czerwonej. Po wylądowaniu złożył szczegółowe meldunki w sztabie Frontu. 

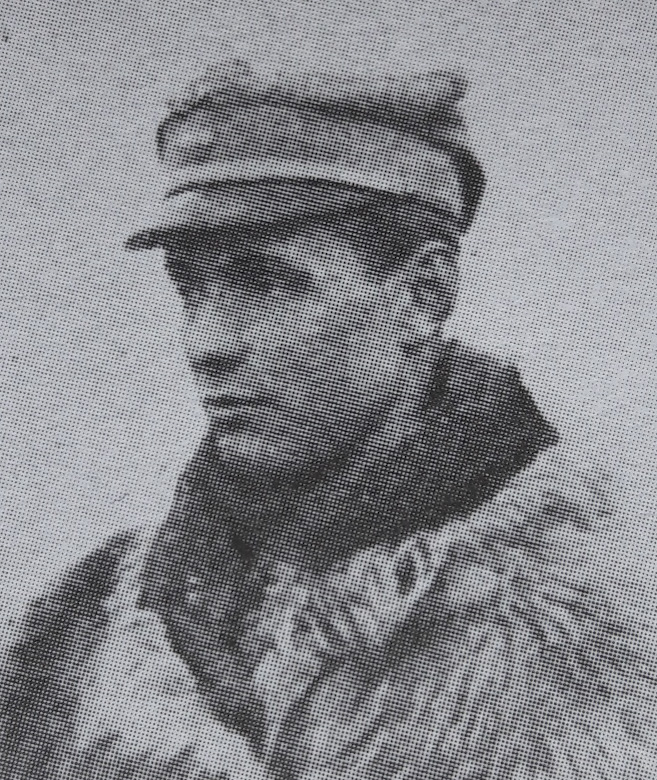
Kazimierz Zacharewicz ppor. pilot (1920)

15 sierpnia, podczas lotu rozpoznawczego, w rejonie Łukowa ostrzelał wykryte przez siebie tabory bolszewickie przemieszczające się w stronę Dęblina. 16 sierpnia, w załodze z por. obs. Stanisławem Ratomskim, przeprowadził rozpoznanie i zaatakował oddziały nieprzyjaciela na przedpolu grupy uderzeniowej Frontu Środkowego. Z tego lotu dostarczył meldunki do Sztabu Ścisłego Naczelnego Wodza. Loty o podobnym charakterze Kazimierz Zacharewicz wykonywał również 17 i 18 sierpnia 1920 roku. 
13 października 1920 roku, w załodze z ppor. obs. Józefem Sieczkowskim, wykonał głęboki lot rozpoznawczy na trasie Baranowicze-Kojdanów-Mińsk-Dukora-Samochwałowicze i z powrotem. W trakcie lotu polska załoga rozpoznała duże natężenie ruchu taborów nieprzyjaciela w rejonie Kojdanowa, na które przeprowadzili ataki bombowe i ostrzelali ogniem broni maszynowej. Wyniki rozpoznania pozwoliły uprzedzić 4. Armię o zamierzanym ataku Armii Czerwonej na Kojdanów. 
W 1921 roku otrzymał przydział do 3 pułku lotniczego, został skierowany został do szkoły lotniczej. Następnie służył w 1 pułku lotniczym, gdzie był adiutantem dowódcy dywizjonu. W lutym 1925 roku rozpoczął służbę w Głównej Wojskowej Stacji Meteorologicznej. W 1932 był jej kierownikiem. 27 czerwca 1935 roku został mianowany podpułkownikiem ze starszeństwem z 1 stycznia 1935 roku i 3. lokatą w korpusie oficerów aeronautyki. W 1937, po utworzeniu korpusu oficerów lotnictwa, został zaliczony do grupy technicznej. W 1939 był kierownikiem Kierownictwa Wojskowej Służby Meteorologicznej w Warszawie.
Po wybuchu II wojny światowej przedostał się do Wielkiej Brytanii, wstąpił do RAF i otrzymał numer służbowy P-0174. W listopadzie 1940 r. został szefem służby meteorologicznej w Inspektoracie Polskich Sił Powietrznych.
Po zakończeniu II wojny światowej nie zdecydował się na powrót do Polski, pozostał na emigracji. Zmarł 7 lutego 1974 roku w Londynie. Jest pochowany na Kensington Cemetery w Londynie (Sq. CB, gr. 28).

## Ordery i odznaczenia
- Krzyż Srebrny Orderu Wojskowego Virtuti Militari nr 469[1] (8 kwietnia 1921)[18][19]
- Krzyż Niepodległości (20 lipca 1932)[20]
- Medal Lotniczy (czterokrotnie)
- Srebrny Krzyż Zasługi (19 marca 1931)[21]
- Polowa Odznaka Pilota nr 40 (11 listopada 1928)[22]
- francuska Odznaka Pilota (1929)[23][3][14][24]